# 칼턴 정원

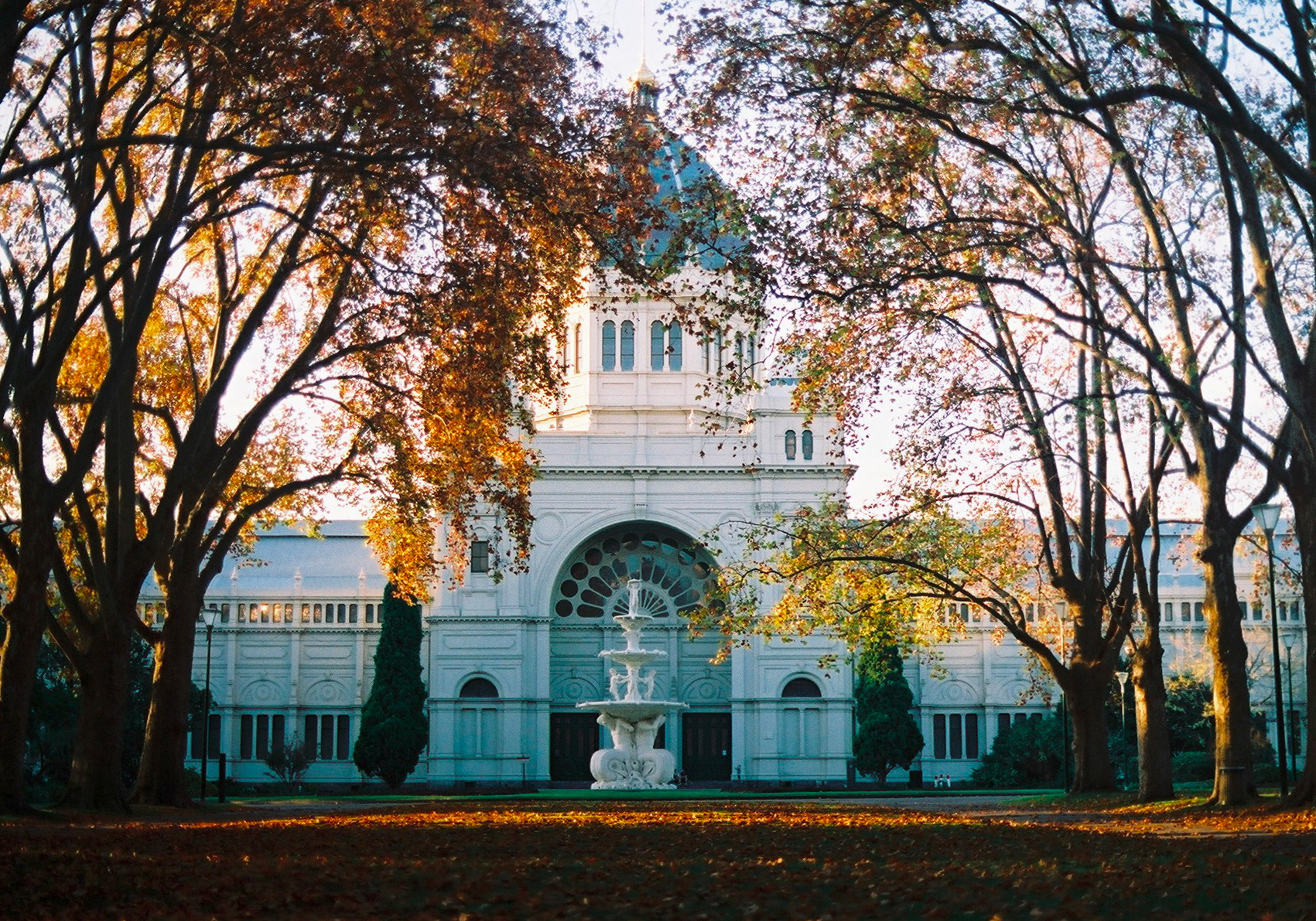
칼턴 정원

칼턴 정원(Carlton Gardens)은 오스트레일리아 빅토리아주 멜버른 교외 도시 칼턴에 위치한 정원이다. 2004년에 세계 문화 유산에 등록되었다.

## 갤러리

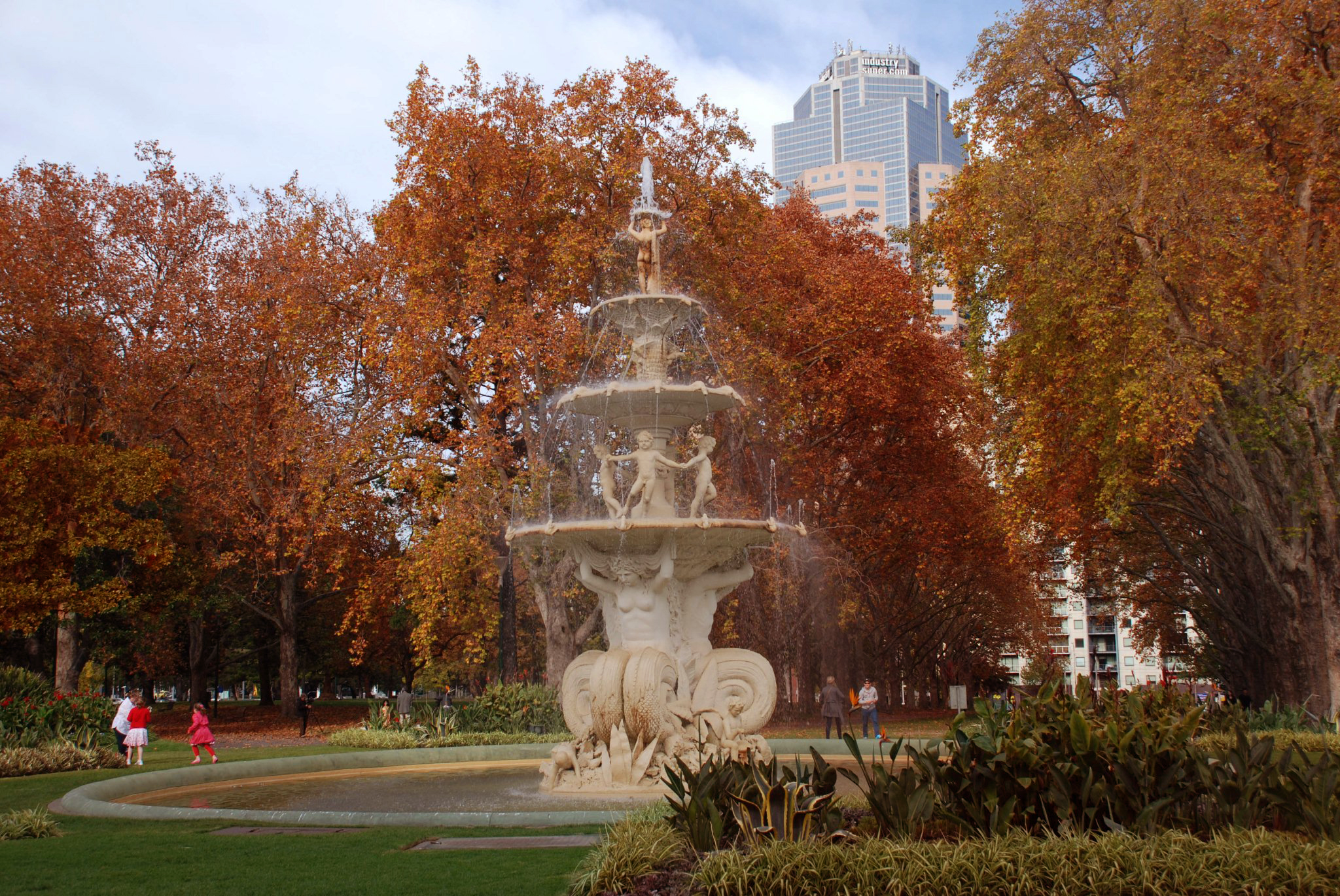
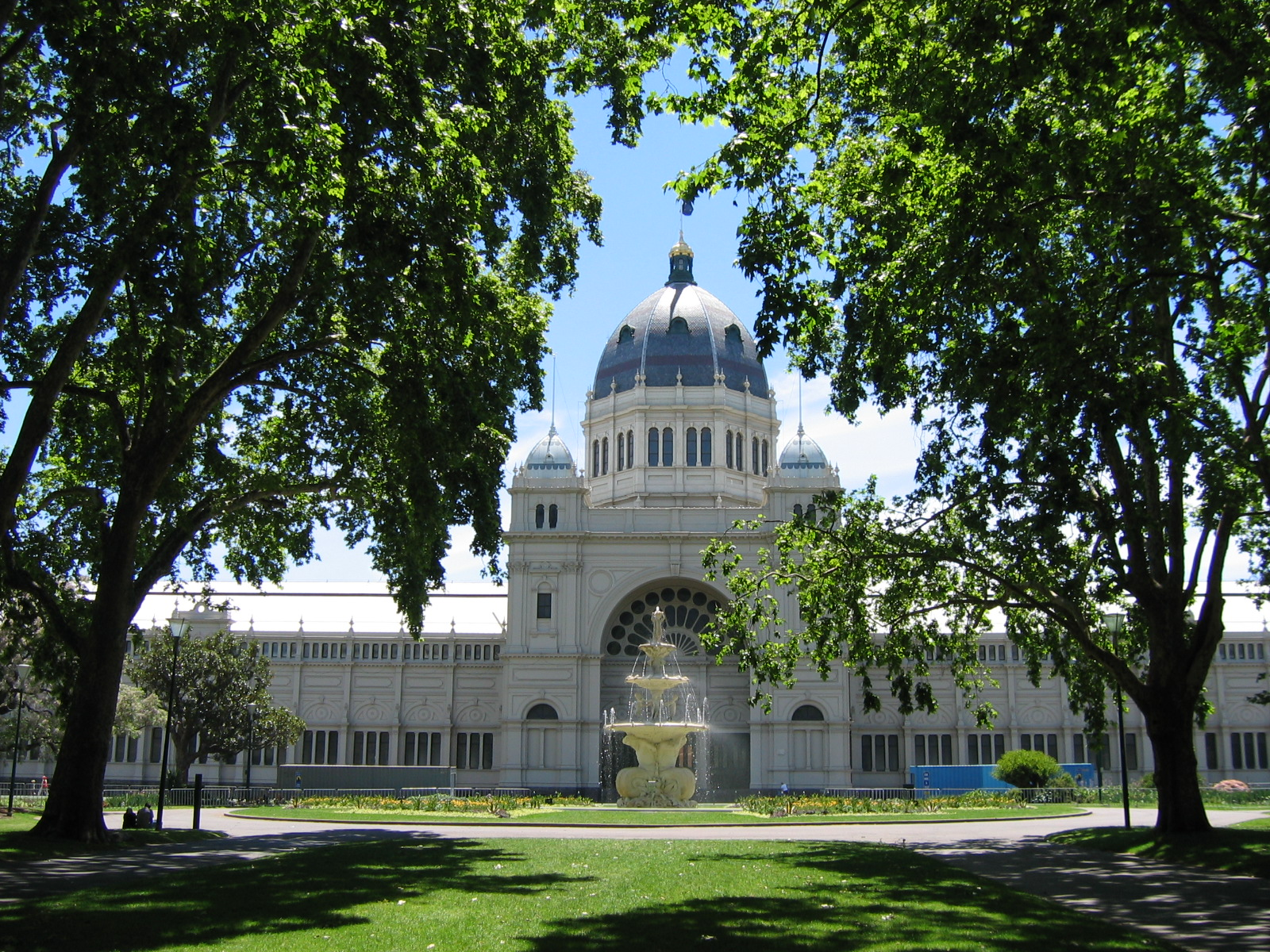
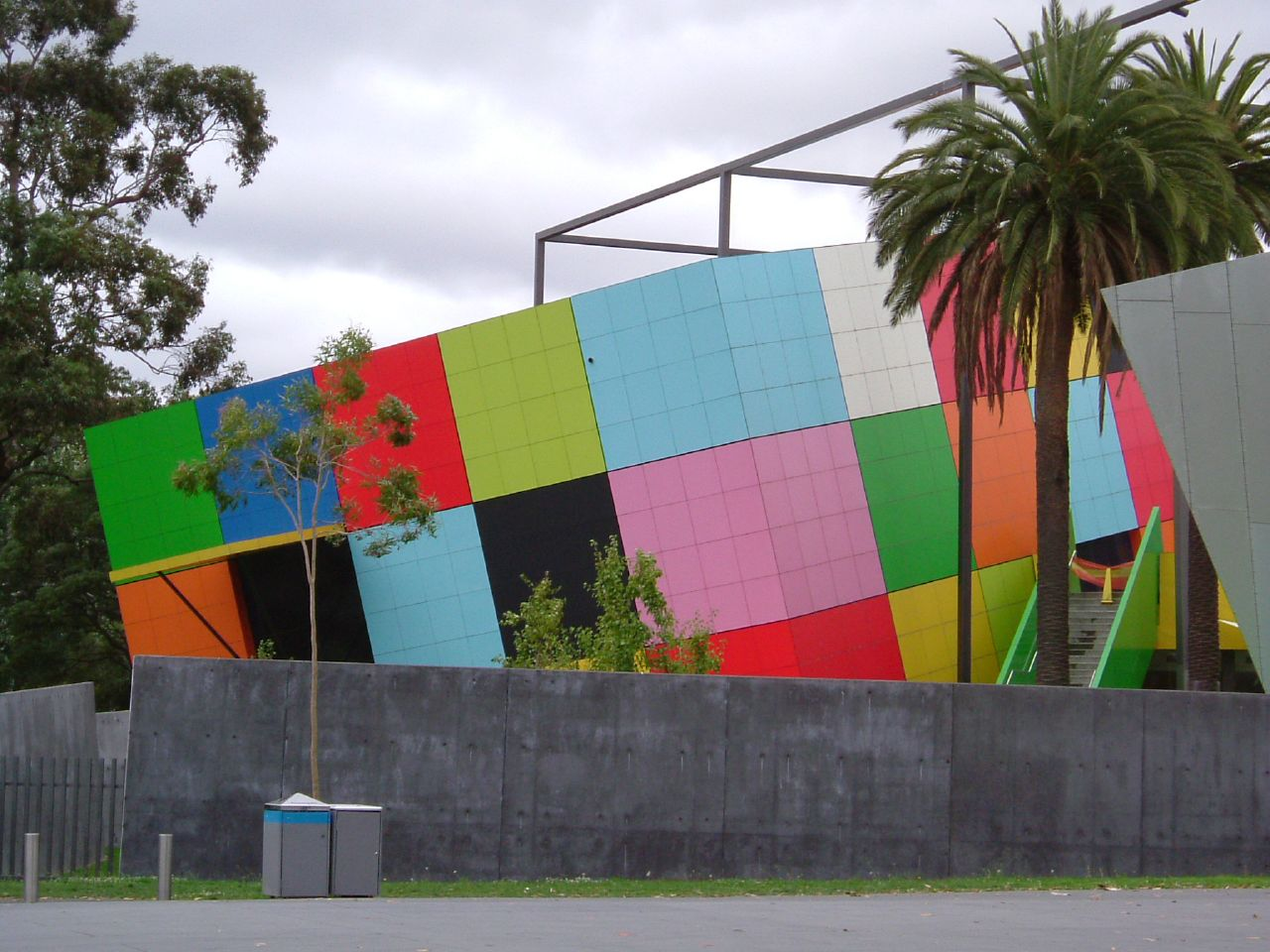
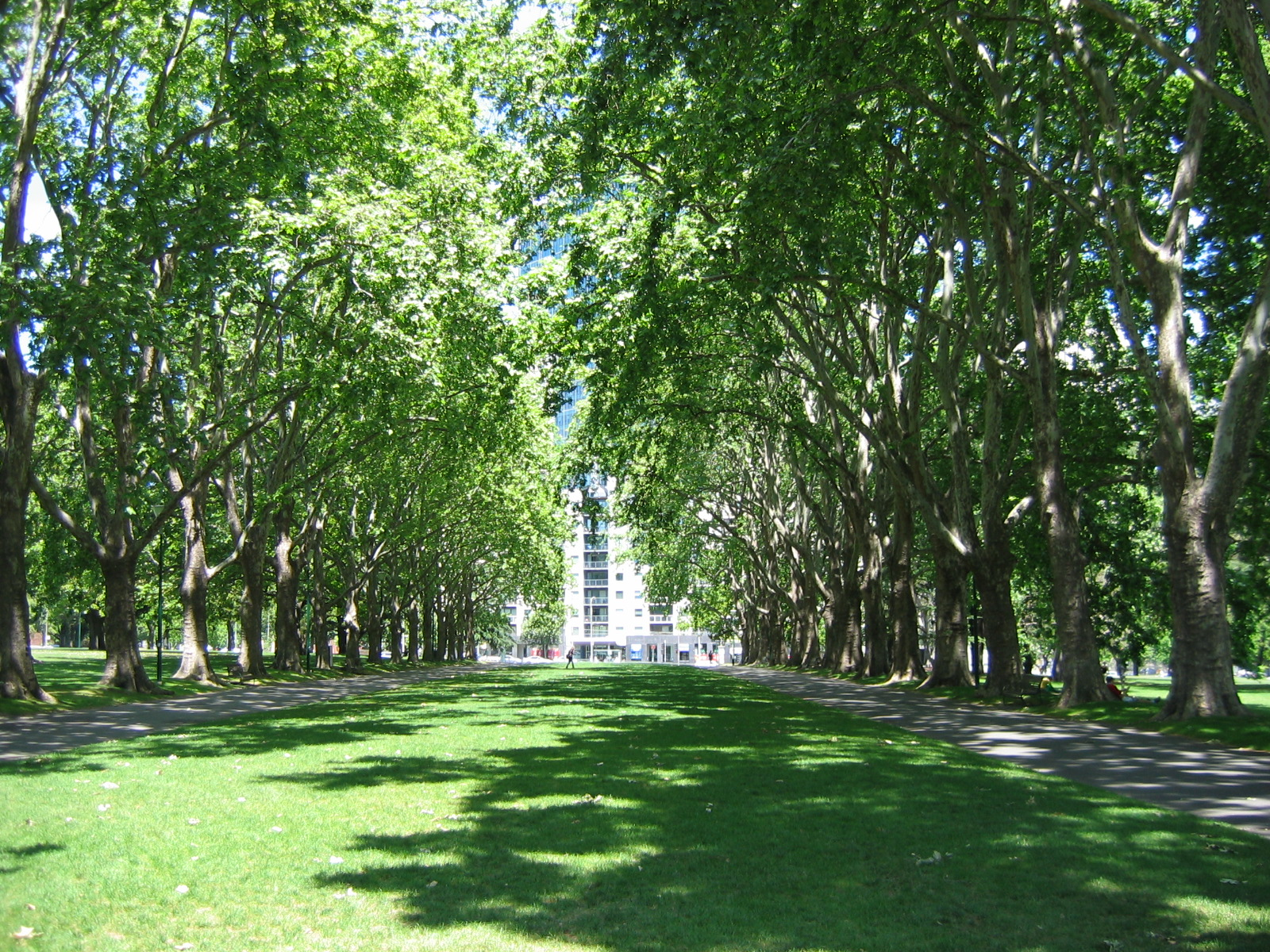
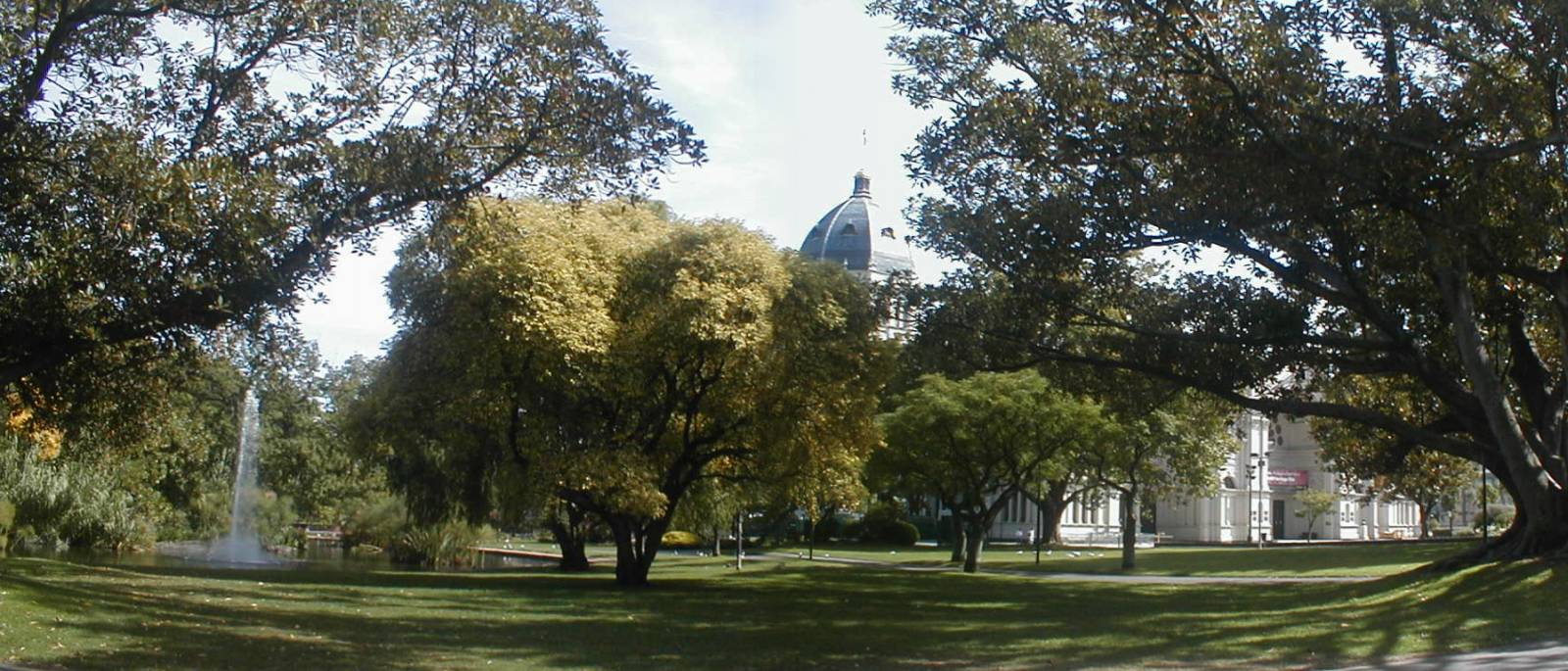
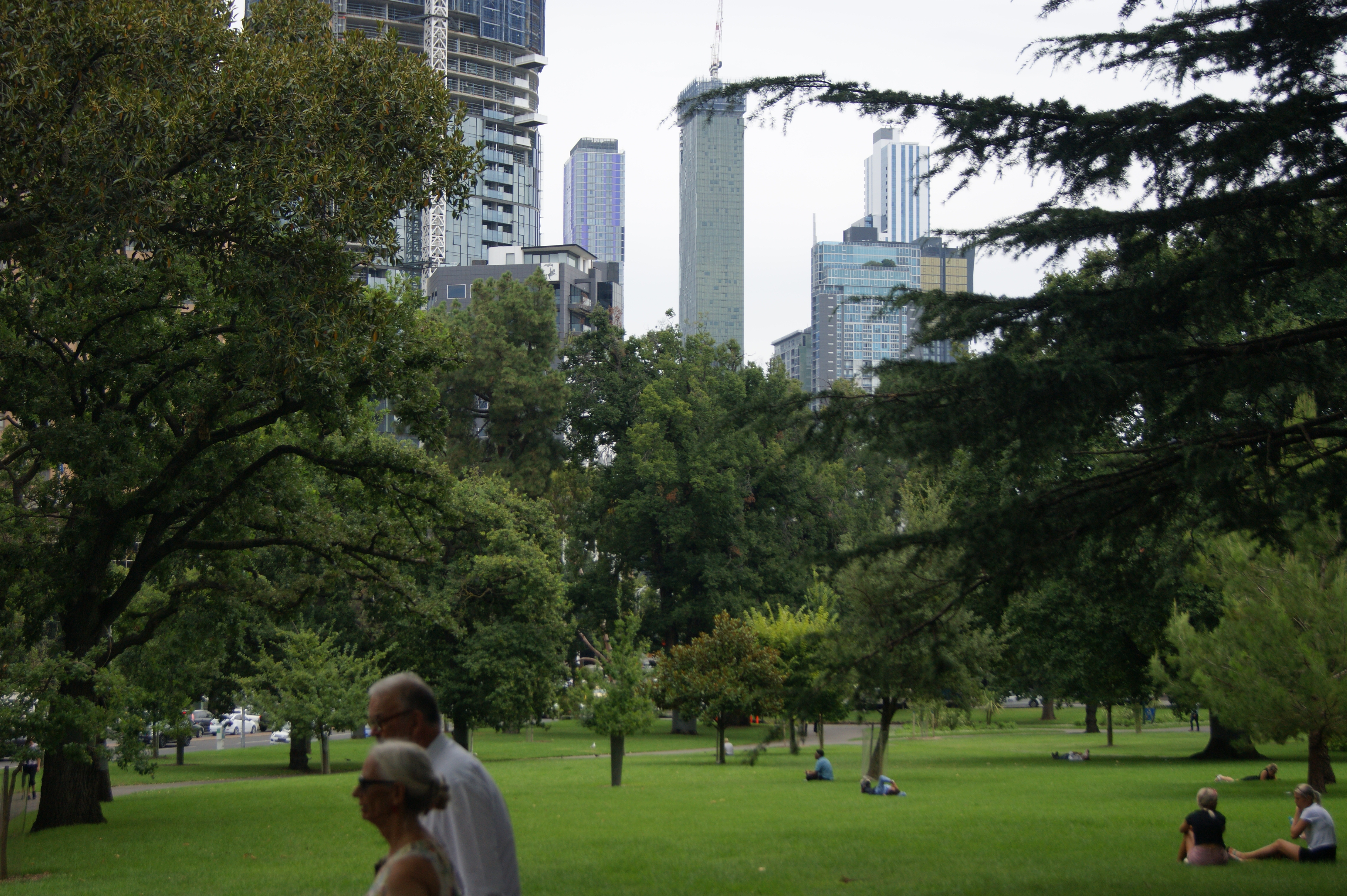
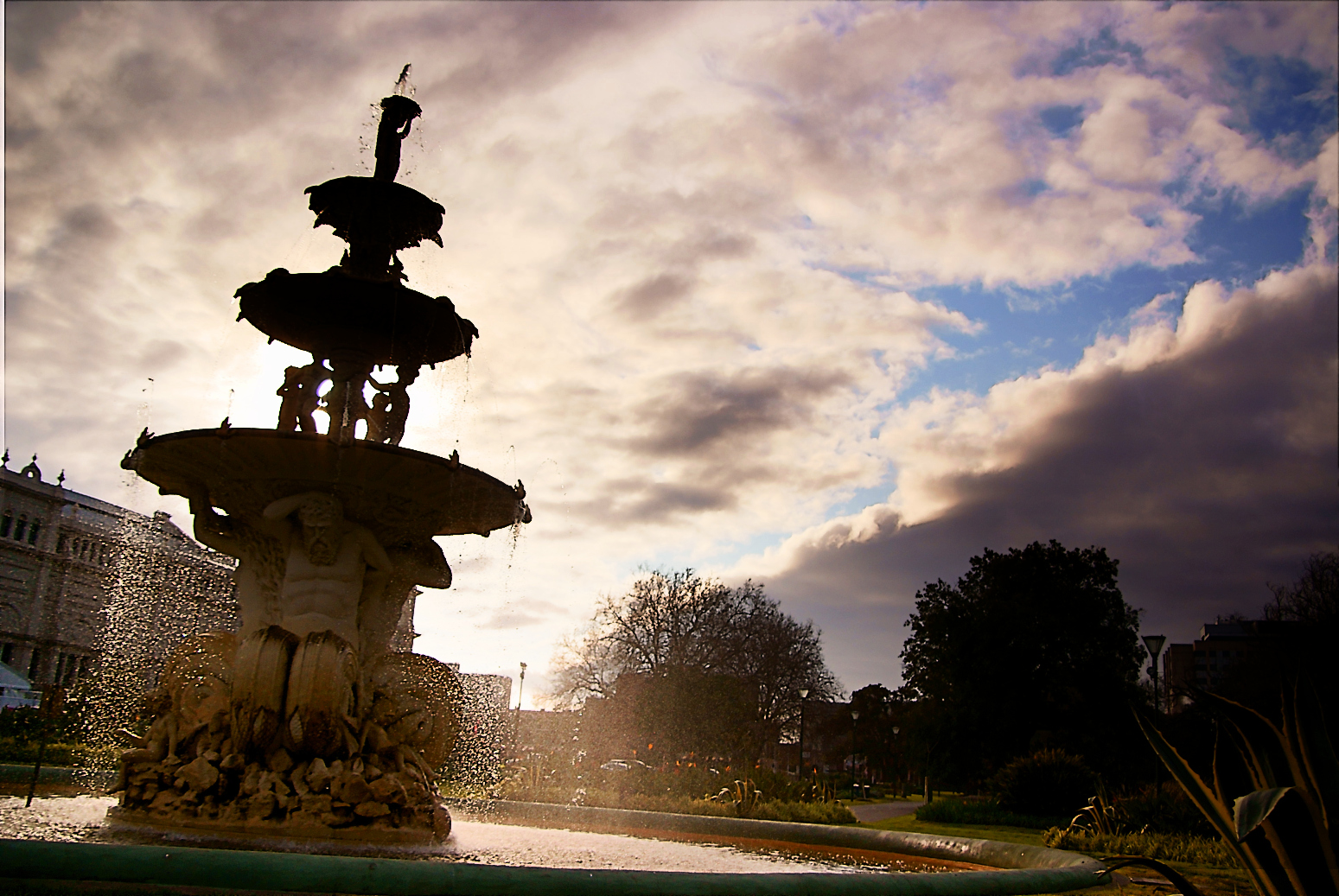